# ژاک مرکانتون
ژاک مرکانتون (انگلیسی: Jacques Mercanton؛ ۲۲ نوامبر ۱۹۰۹ – ۲۷ سپتامبر ۱۹۹۷) فیلم‌بردار اهل فرانسه بود.